# Adiantum blumenavense
Adiantum blumenavense är en kantbräkenväxtart som beskrevs av Eduard Rosenstock. Adiantum blumenavense ingår i släktet Adiantum och familjen Pteridaceae. Inga underarter finns listade.